# Paul Pourveur
 (février 2019).
Si vous disposez d'ouvrages ou d'articles de référence ou si vous connaissez des sites web de qualité traitant du thème abordé ici, merci de compléter l'article en donnant les références utiles à sa vérifiabilité et en les liant à la section « Notes et références ».
Paul Pourveur est un dramaturge et scénariste belge né à Anvers en 1952.

## Biographie
D’origine wallonne (ses parents sont francophones), il suivra toute sa scolarité en néerlandais. Cette double appartenance linguistique explique qu’il soit aujourd’hui un des rares auteurs belges écrivant en néerlandais et en français. Après des études de monteur, Pourveur est d’abord actif comme scénariste pour le cinéma et la télévision. Il commence à écrire pour le théâtre au milieu des années 1980 et se révèle rapidement comme un des représentants les plus talentueux de la nouvelle dramaturgie flamande. Rencontrant un vif succès en Flandre et aux Pays-Bas (il est monté par Guy Cassiers, Lucas Vandervorst, Willibrord Keesen, etc.), l’œuvre de Pourveur est de plus en plus jouée en Belgique francophone où elle est montée par des metteurs en scène tels que Hélène Gailly, Christine Delmotte, le collectif Transquinquennal ou encore Michaël Delaunoy.
Placés sous le signe de l’équivoque et de l’ambiguïté, hantés par la violence et le doute contemporains, les textes de Pourveur sont des machines ludiques qui toutes ont une dimension d’essai. Remettant radicalement en question les notions de fable ou de personnage, chaque œuvre est l’occasion d’une recherche singulière en vue de proposer une forme dynamitant de façon jouissive les thématiques traitées, qu’il s’agisse de la physique quantique (Aurore boréale), de la lingerie féminine (Le Coucher d'Yvette), de la guerre qui déchira l’ex-Yougoslavie (Décontamination) ou encore des rapports passionnels entre hommes et femmes (White-Out).
Il vit aujourd’hui à Bruxelles. 

## Ouvrages
- Oum' loungou, Bruxelles, Belgique, Éditions Nocturnes, 1989, 58 p.  (ISBN 2-87276-011-3)
- La Minute anacoustique, Villeneuve-lès-Avignon, France, Centre national des écritures du spectacle-La Chartreuse, 1994, 58 p.  (ISBN 2-908119-76-5)
- Elle n'est pas moi
- Venise, Carnières, Belgique, Éditions Lansman, 1992, 33 p.  (ISBN 2-87282-0280)
- Contusione è minima, Carnières, Belgique, Éditions Lansman, 2004, 69 p.  (ISBN 2-87282-456-1)
- Locked-in syndrome
- Bagdad Blues
- Shakespeare Is Dead, Get Over It
- L'Abécédaire des temps (post)modernes
- Plot Your City
- Marrakech. Cauchemars et fantasmes d'une femme au seuil de la ménopause, Carnières, Belgique, Éditions Hayez & Lansman, 2008, 98 p.  (ISBN 978-2-87282-655-1)
- Survivre à la fin des Grandes Histoires, conférences, Manage, Belgique, Éditions Lansman, 2015, 122 p.  (ISBN 978-2-8071-0041-1)
- Des mondes meilleurs